# Fährverbindung Rostock–Trelleborg

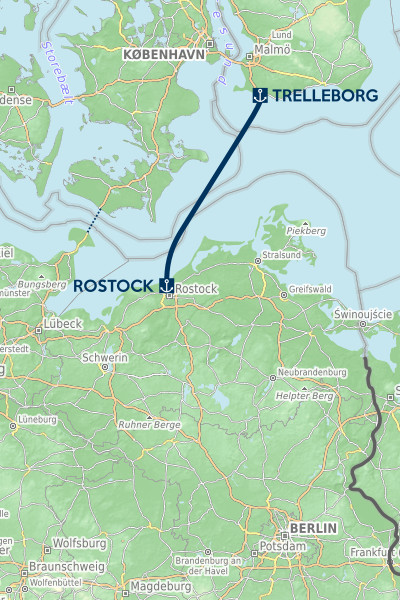

Die Fährverbindung Rostock–Trelleborg verbindet den deutschen Hafen Rostock mit dem Hafen Trelleborg im Süden Schwedens. Seit 1990 werden auf dieser circa 150 Kilometer (81 Seemeilen) langen Strecke über die Kadetrinne in der Ostsee Kraftfahrzeuge und Personen transportiert, seit 1994 auch Eisenbahnwagen. Diese Linie wird heute parallel von TT-Line und von Stena Line betrieben.

## Geschichte
Ab 1909 gab es mit der Königslinie eine regelmäßige Eisenbahnfährverbindung zwischen Deutschland und Schweden. Um die Strecke möglichst kurz zu halten, wurde sie zwischen Saßnitz auf Rügen und Trelleborg im Süden Schonens eingerichtet. Sie wurde bis in die 1990er Jahre von den Staatsbahnen der beiden Länder (DR und SJ) betrieben und war vor der Einstellung im Jahr 2020 im Betrieb von Stena Line.
Der 1960 eröffnete Rostocker Überseehafen wurde bis zur Wende in der DDR nicht für den Fährverkehr genutzt. Nur von Warnemünde aus gab es von 1903 bis 1995 die Eisenbahnfährverbindung nach Gedser in Dänemark. Seit 1962 existiert eine Fährverbindung der TT-Line zwischen Travemünde und Trelleborg.
Wegen der ungünstigen Verkehrsanbindung des Sassnitzer Hafens wurden Alternativen geprüft. Im August 1990 eröffneten die Schwedischen Staatsbahnen (SJ) mit der Fähre Saga Skåne eine Lkw-Fährverbindung von Trelleborg nach Rostock. Diese wurde aus wirtschaftlichen Gründen am 19. April 1991 wieder eingestellt.
Gemeinsam mit der Deutschen Seereederei Rostock (DSR) nahm die TT-Line am 10. Januar 1992 unter dem Namen TR-Line eine Fährverbindung für Kraftfahrzeuge zwischen Trelleborg und Rostock in Betrieb. Zum Einsatz kamen die Fährschiffe Marko Polo, Kahleberg, Winston Churchill und Diana II, später auch Nord Neptunus und Saga Star. Damit wurden anfangs drei Abfahrten täglich angeboten. In den ersten zwölf Monaten wurden 234.000 Passagiere und 51.000 Pkw transportiert, dazu 6400 Wohnwagen, 700 Busse, 16.800 Lkw, 5400 Trailer und 1100 Postanhänger.

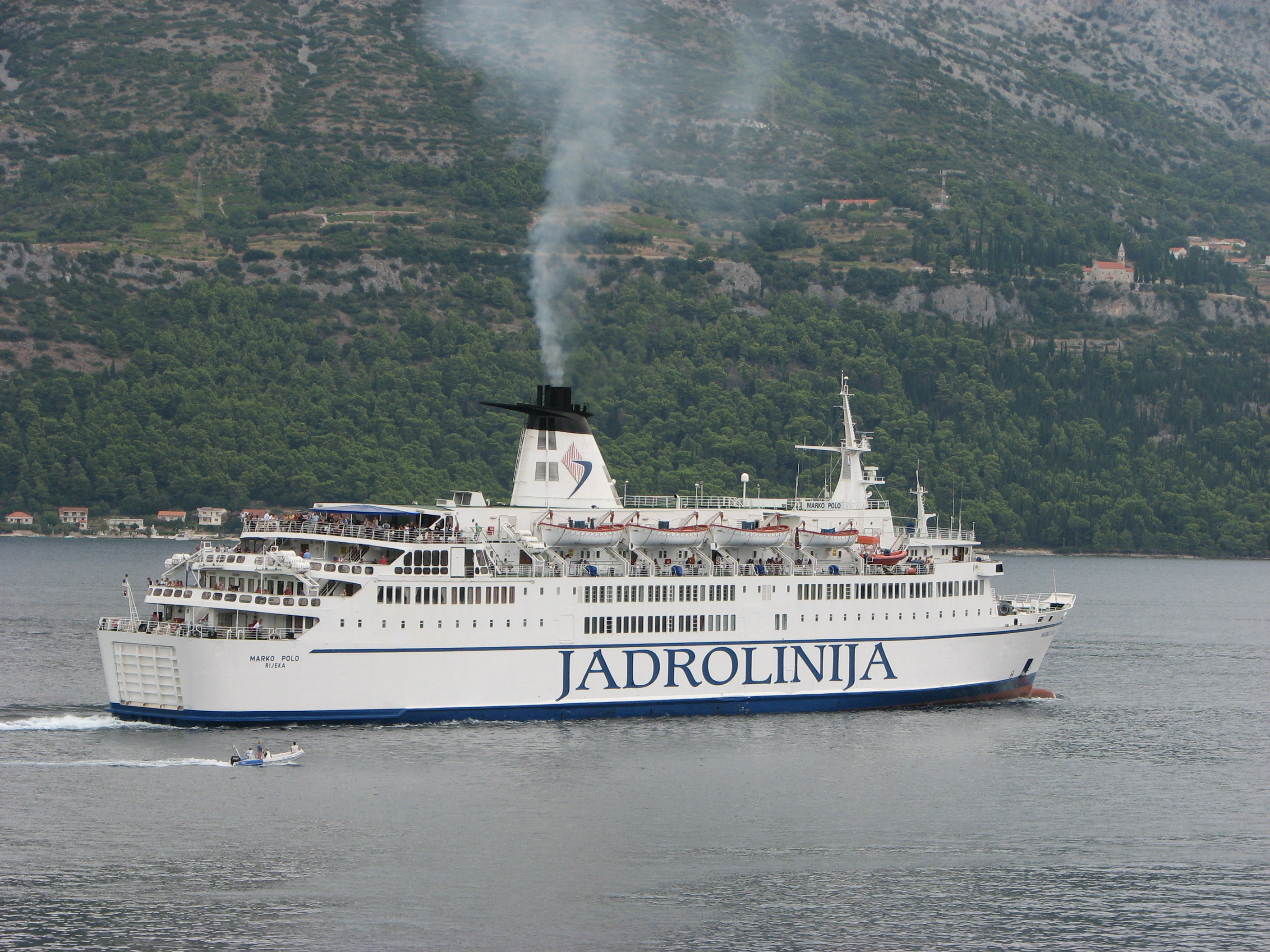
Marko Polo
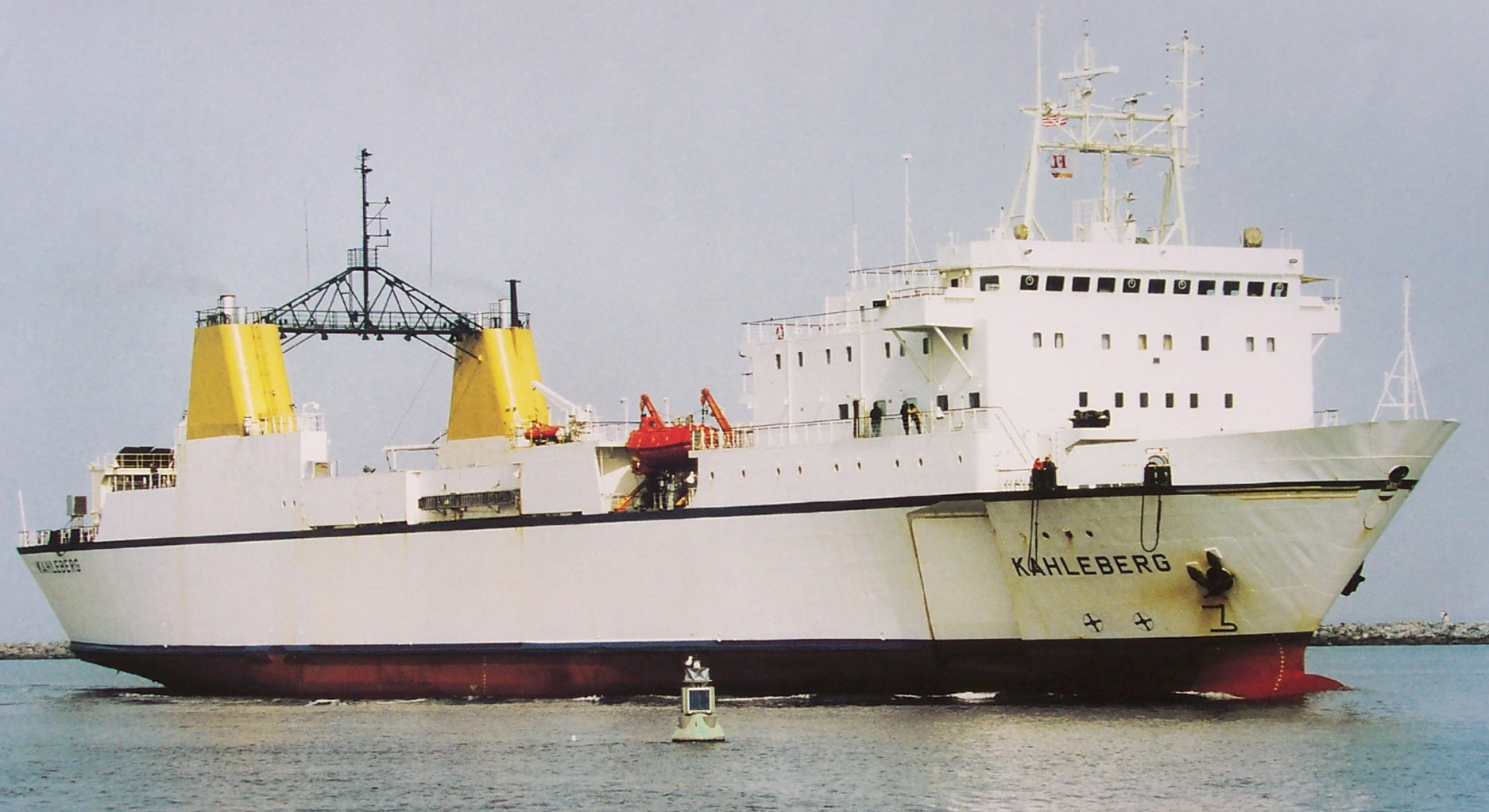
Kahleberg
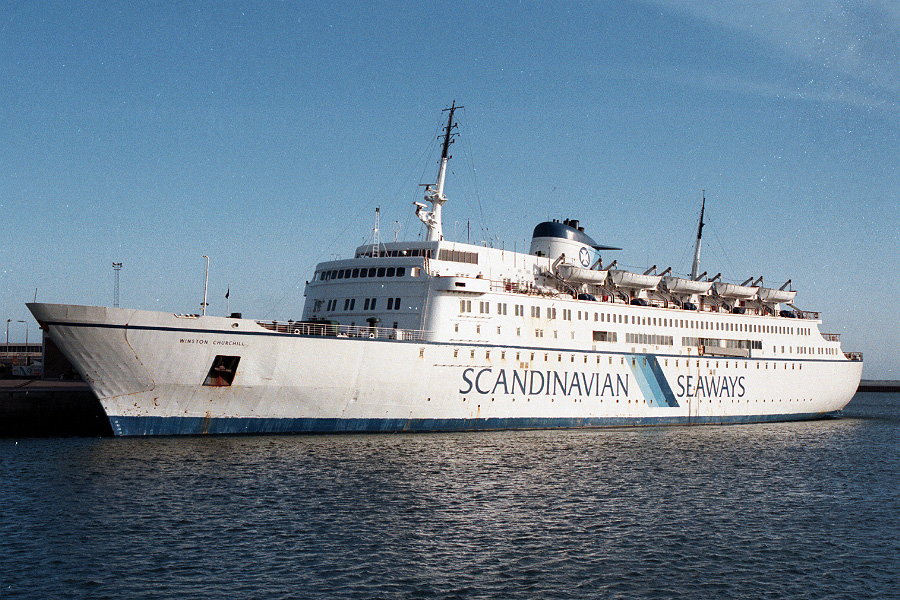
Winston Churchill
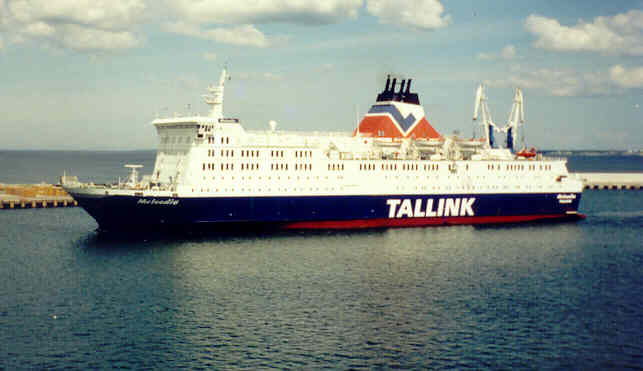
Diana II
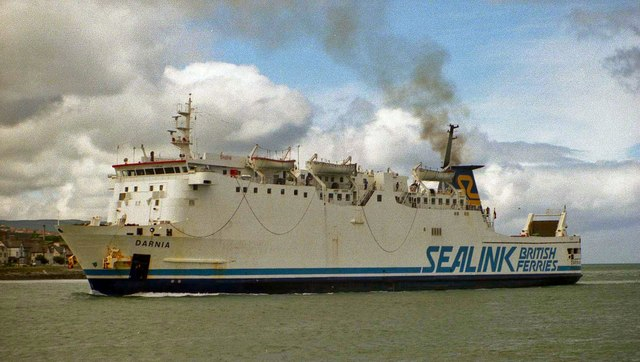
Nord Neptunus
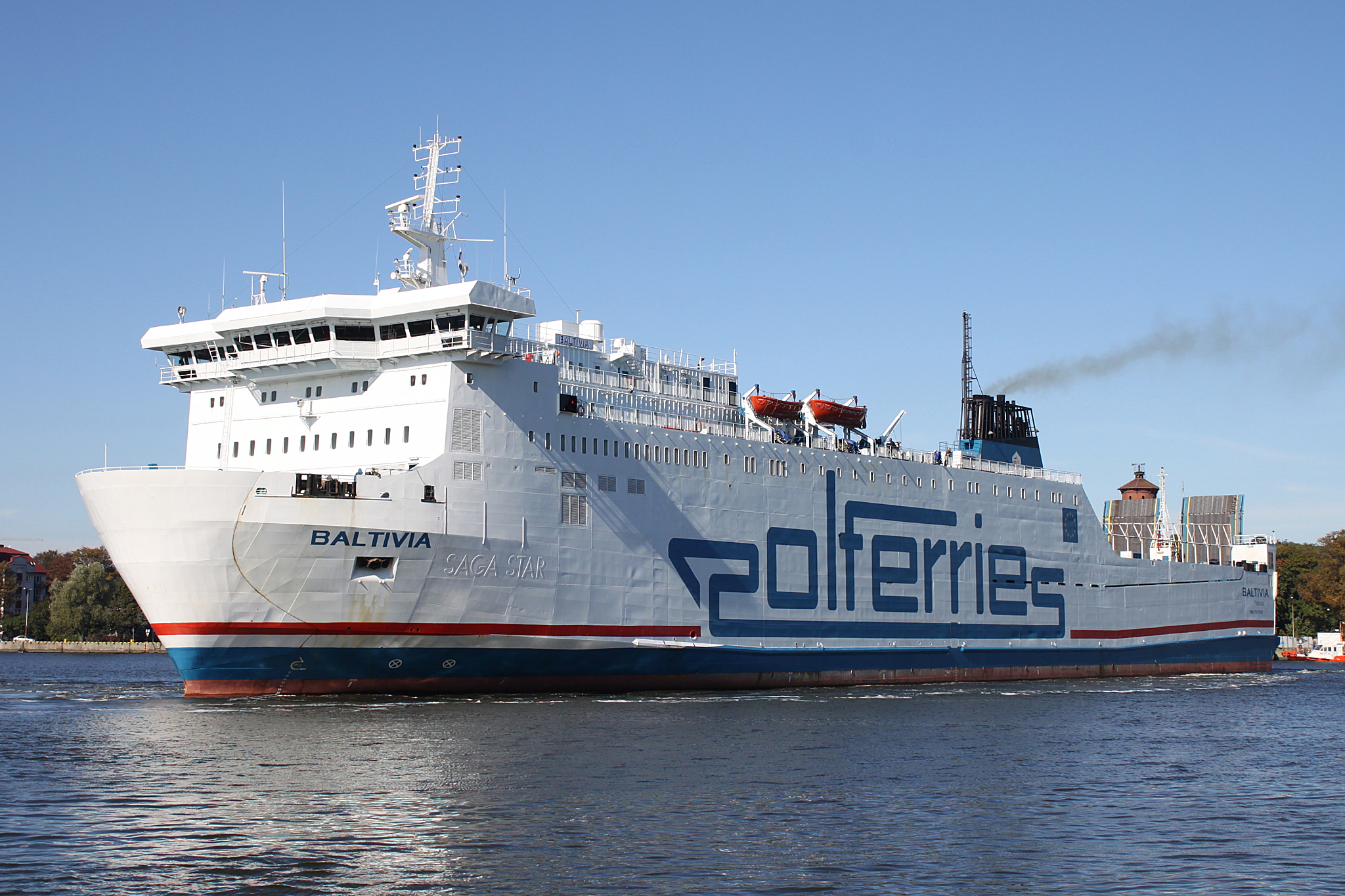
Saga Star

Am 27. Juni 1994 nahmen die Betreiber der Königslinie, die Deutsche Fährgesellschaft Ostsee (DFO) und die schwedische SweFerry, eine neue Eisenbahnfährlinie zwischen Rostock und Trelleborg in Betrieb. Dazu waren im Rostocker Überseehafen ein neues Fährterminal gebaut und die Königslinien-Fähren Götaland und Rostock umgebaut worden. Die Götaland wurde um 33,6 m verlängert; beide Fähren bekamen eine zusätzliche Rampe an der Steuerbordseite des Bugs. Es wurden drei Abfahrten pro Richtung angeboten, die tägliche Frachtkapazität betrug 5800 Lademeter bzw. 360 Lkw. Die neue Strecke wurde zusammen mit der Königslinie unter dem Namen HANSA FERRY vermarktet.

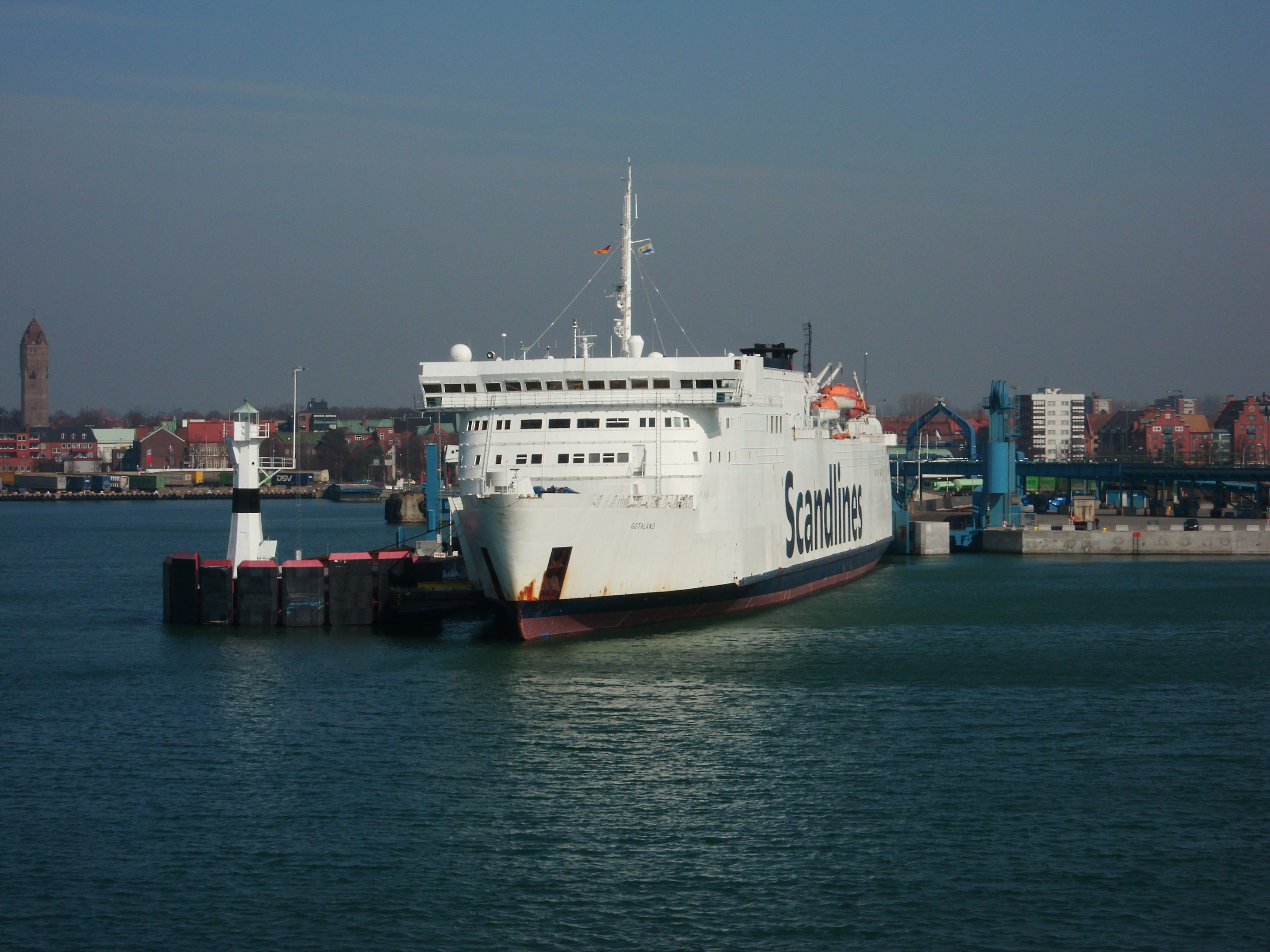
Götaland
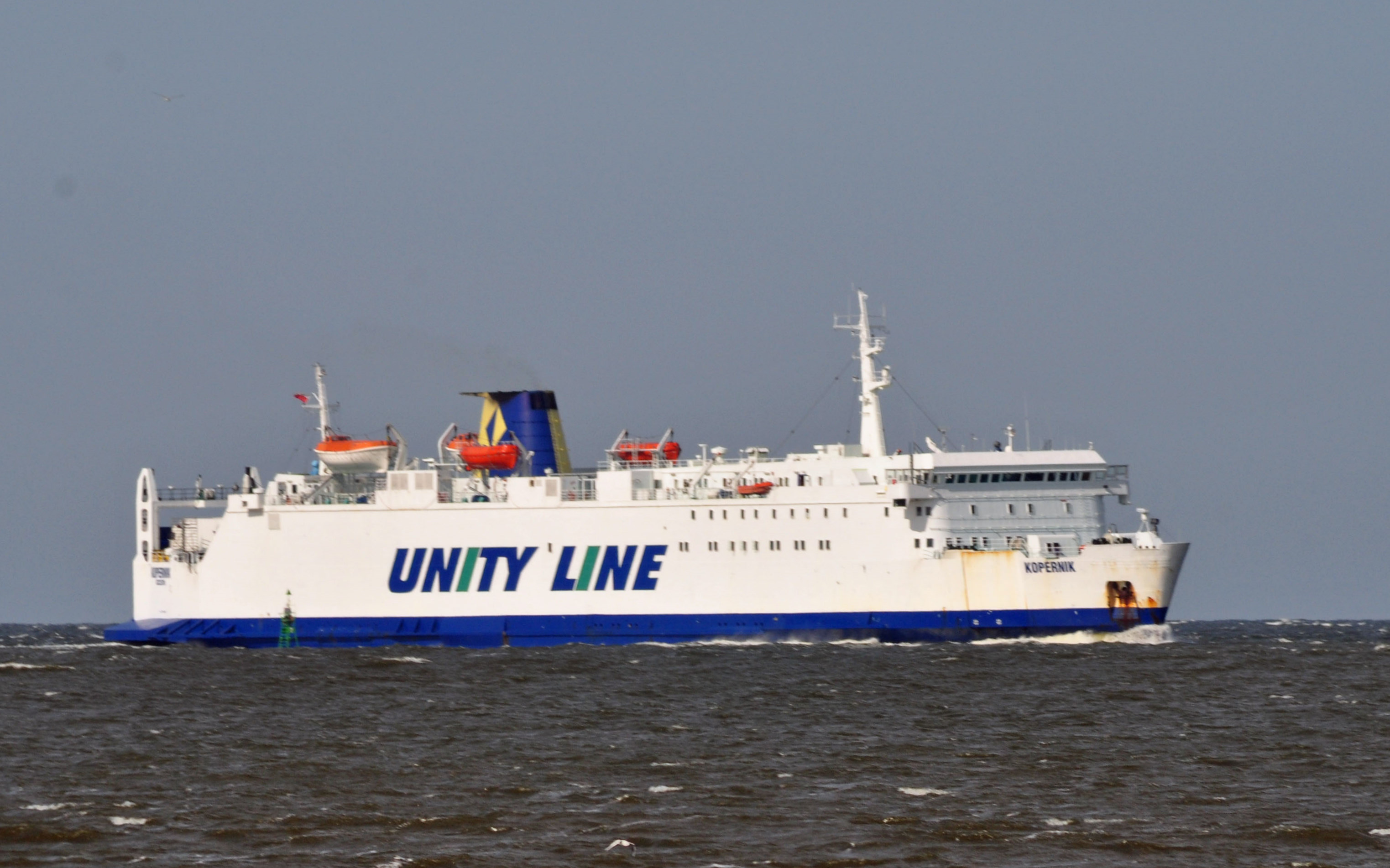
Rostock

1996 übernahm TT-Line die Anteile der Deutschen Seereederei Rostock und bediente fortan die Strecke Rostock–Trelleborg unter der Marke TT-Line. Im gleichen Jahr begann der Einsatz der Schnellfähre Delphin (später TT-Delphin) für TT-Line auf dieser Strecke, die die Fahrzeit auf knapp drei Stunden senkte und bis 2004 in Betrieb blieb. Zusätzlich setzte TT-Line die Fähre TT-Traveller ein.

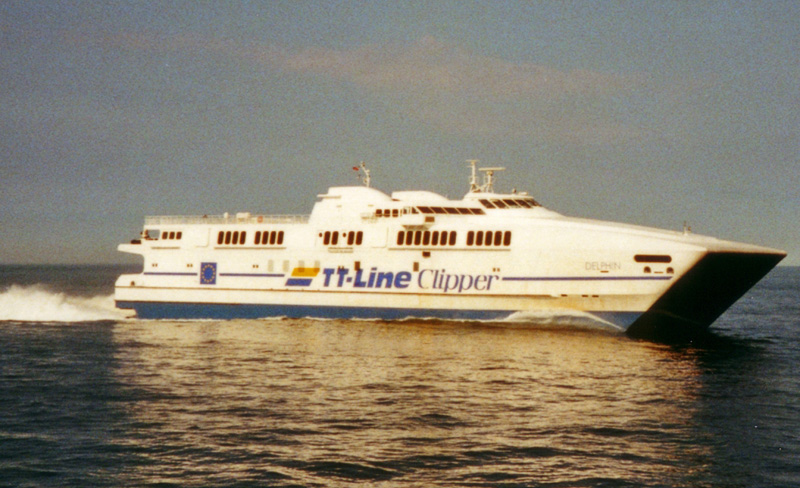
TT-Delphin
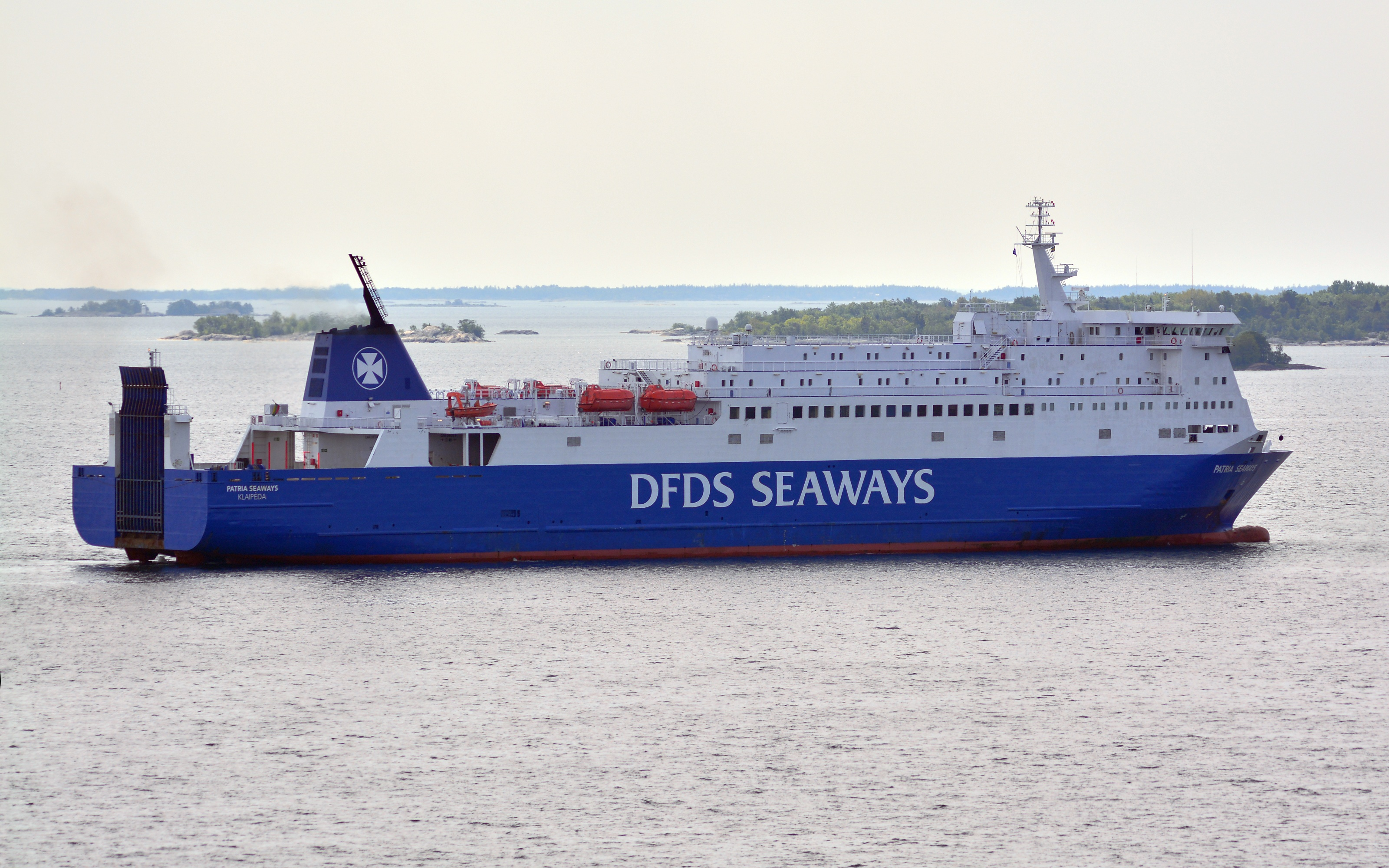
TT-Traveller

Am 14. Dezember 1996 wurde mit der Mecklenburg-Vorpommern der DFO die bis dahin größte Eisenbahnfähre der Welt mit 950 Metern Gleislänge und sechs Gleisen in Betrieb genommen. Dazu war der Hafen in Trelleborg umgebaut und erweitert worden. Auch die SweFerry gab eine ähnliche Großfähre in Auftrag, so dass im Juni 1998 die Skåne in Betrieb gehen konnte. Sie ist mit 1110 Metern Gleislänge noch etwas größer als ihr deutsches Pendant. Beide Fähren sind bis heute auf dieser Linie im Einsatz. 2016 wurden damit 20.358 Eisenbahnwagen transportiert.

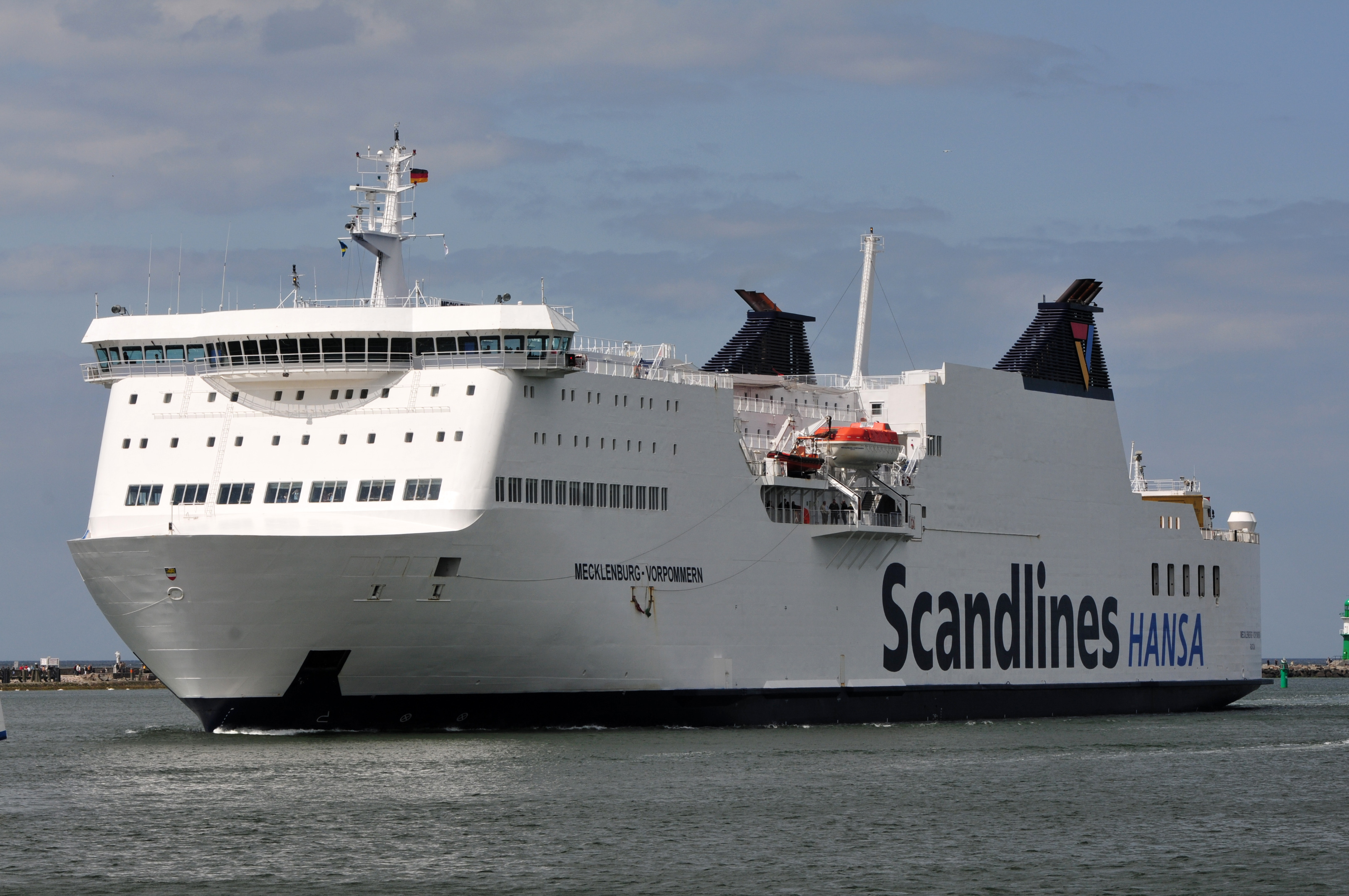
Mecklenburg-Vorpommern
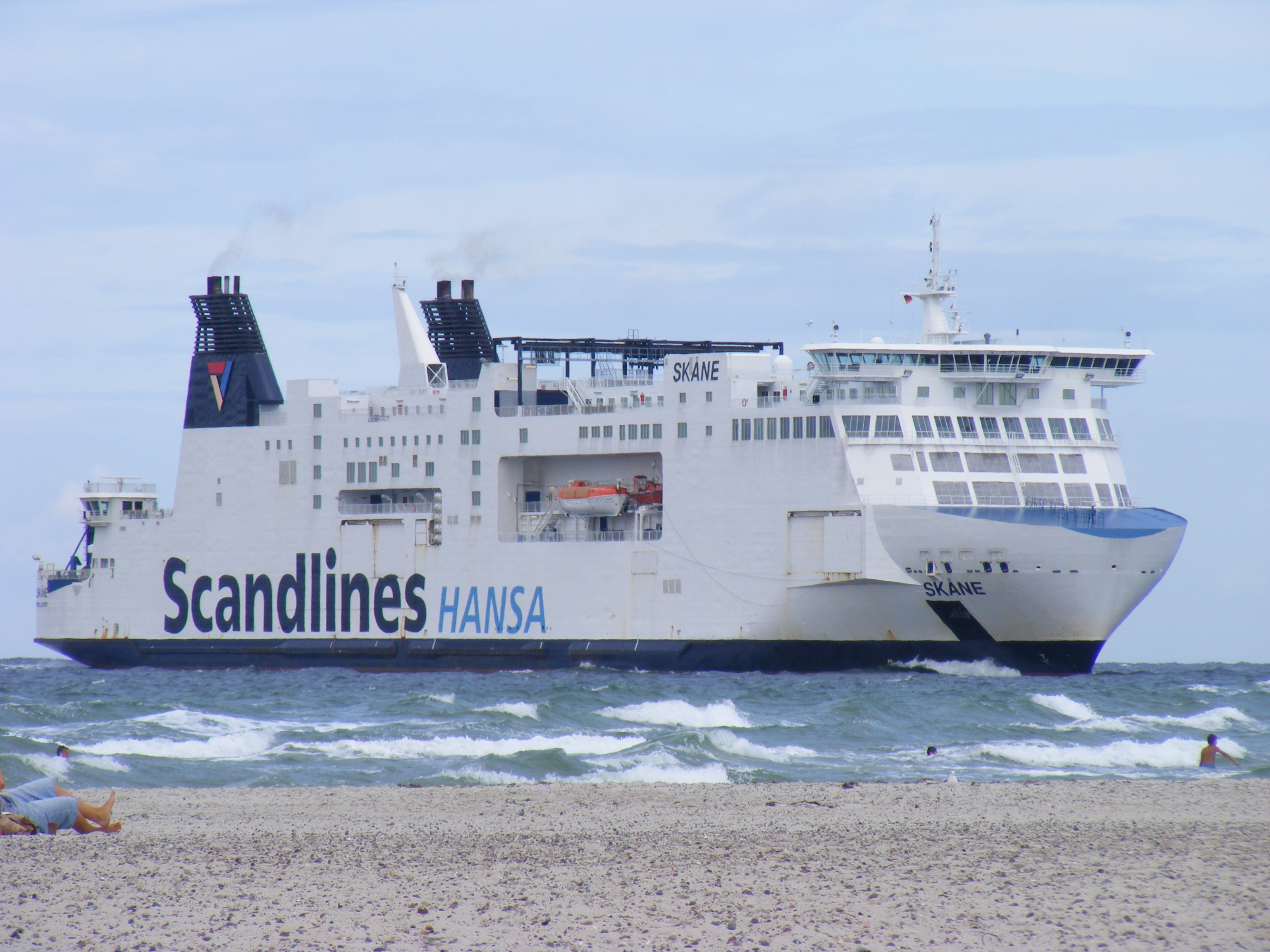
Skåne

1998 fusionierte die DFO mit der dänischen Scandlines AS zur Scandlines AG. Die ursprünglich ebenfalls geplante Fusion mit der SweFerry kam nicht zustande. Diese wurde an Stena Line verkauft und firmierte unter dem Namen Scandlines AB. Gemeinsam traten sie nun unter dem Markennamen Scandlines auf.
TT-Line setzt seit 2001 die Fährschiffe Tom Sawyer und Huckleberry Finn auf dieser Route ein. Die Abfahrten von TT-Line und Scandlines waren seitdem soweit abgestimmt, dass bei geringer Auslastung nur eine der beiden Reedereien die Route befährt und Tickets gegenseitig anerkannt wurden.

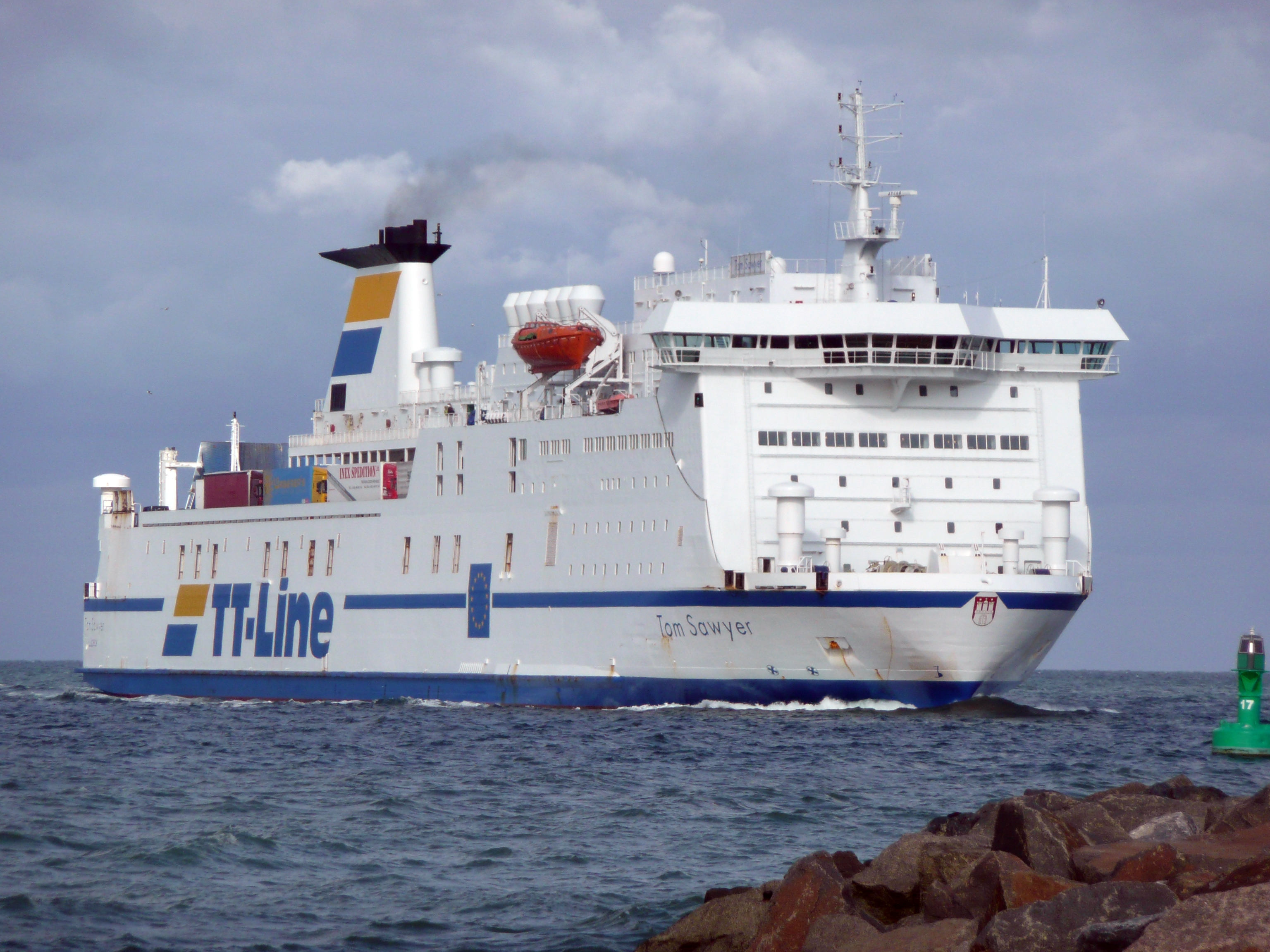
Tom Sawyer
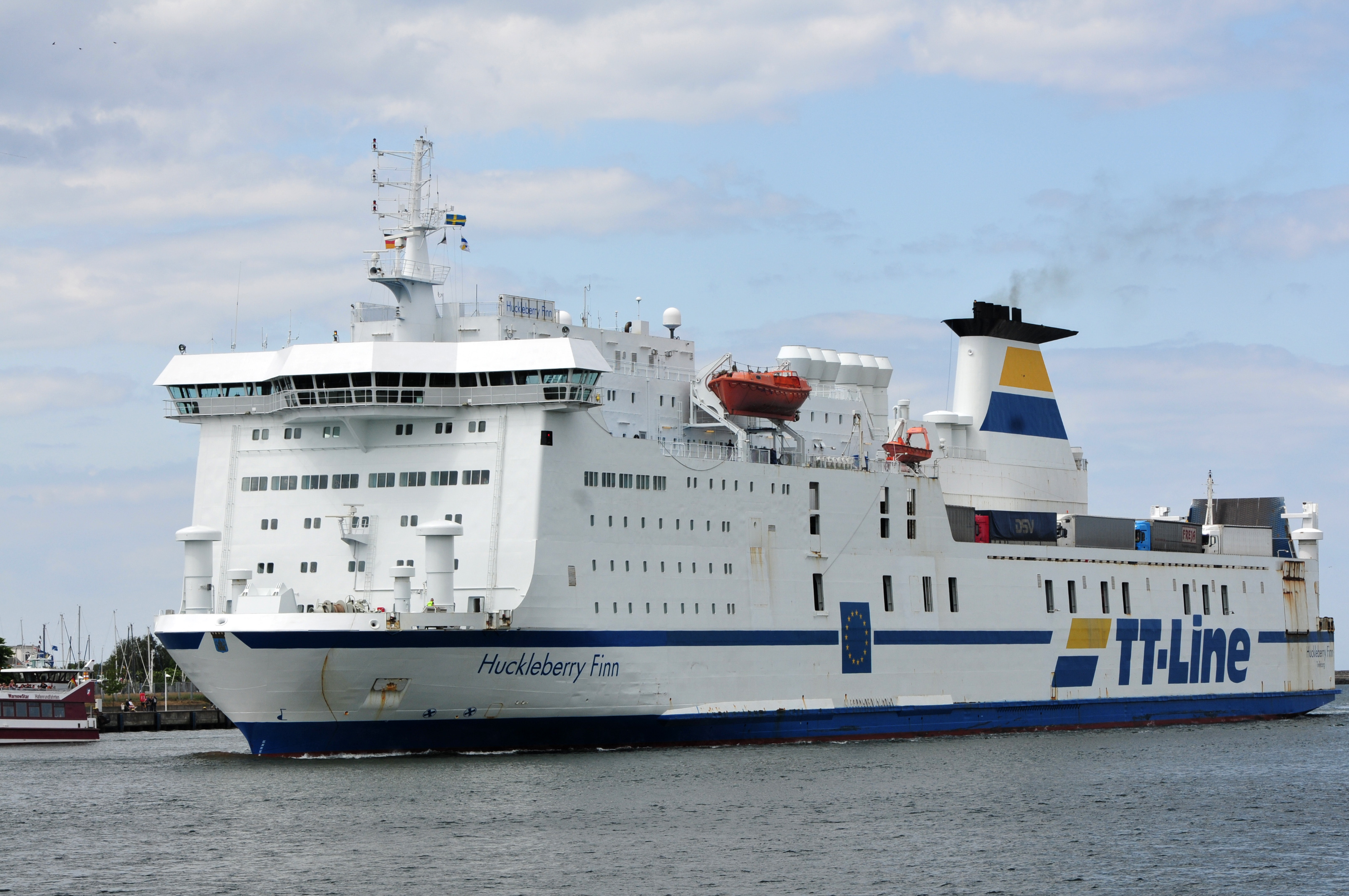
Huckleberry Finn

Im Jahr 2012 verkaufte Scandlines unter anderem die Linie Rostock–Trelleborg an Stena Line, die diese mit den beiden Großfähren weiter betreibt.
Seit Januar 2014 legen die Schiffe der TT-Line auf der Route Travemünde – Trelleborg teilweise einen Zwischenstopp in Rostock ein.

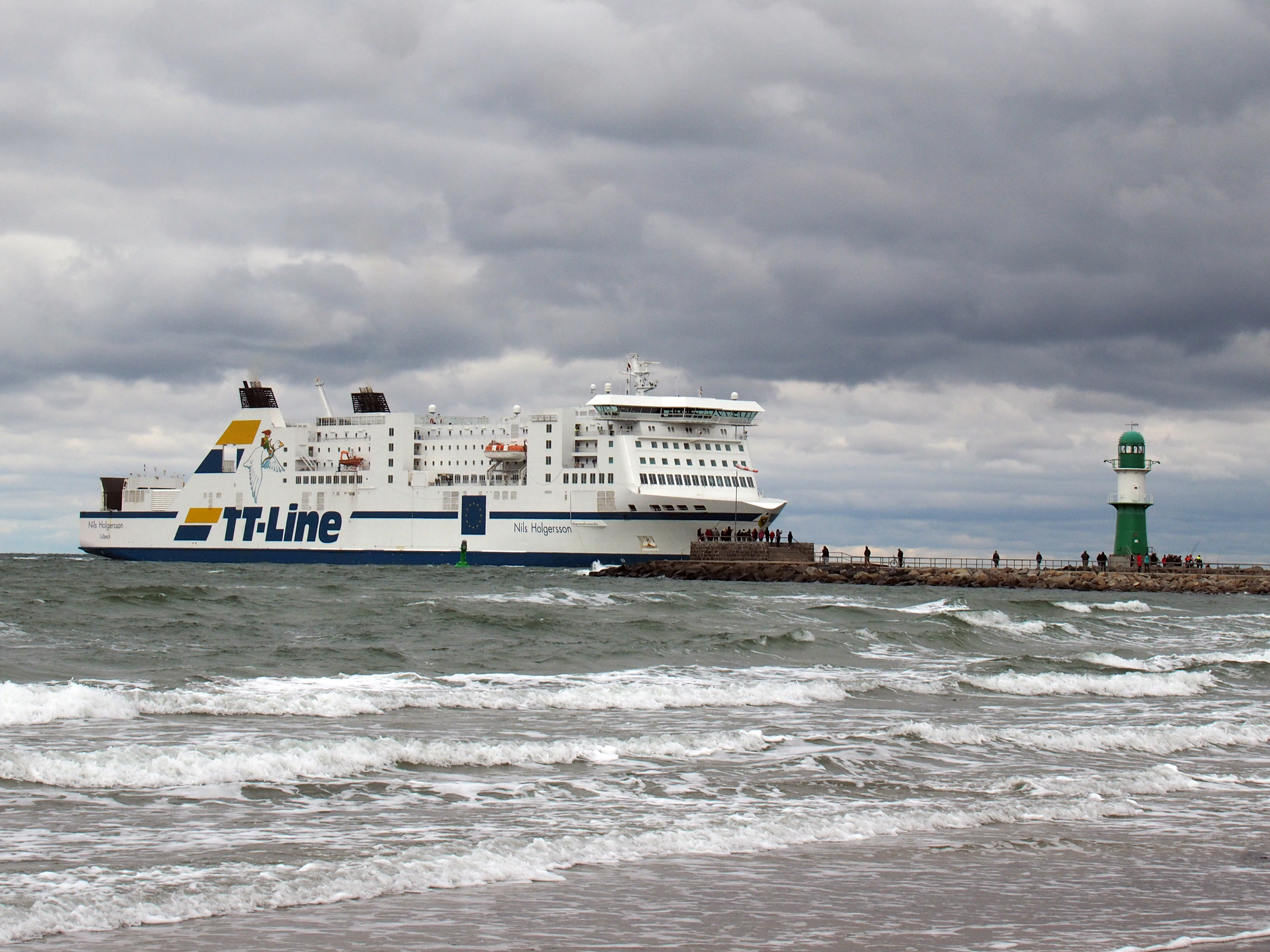
Akka / Nils Holgersson
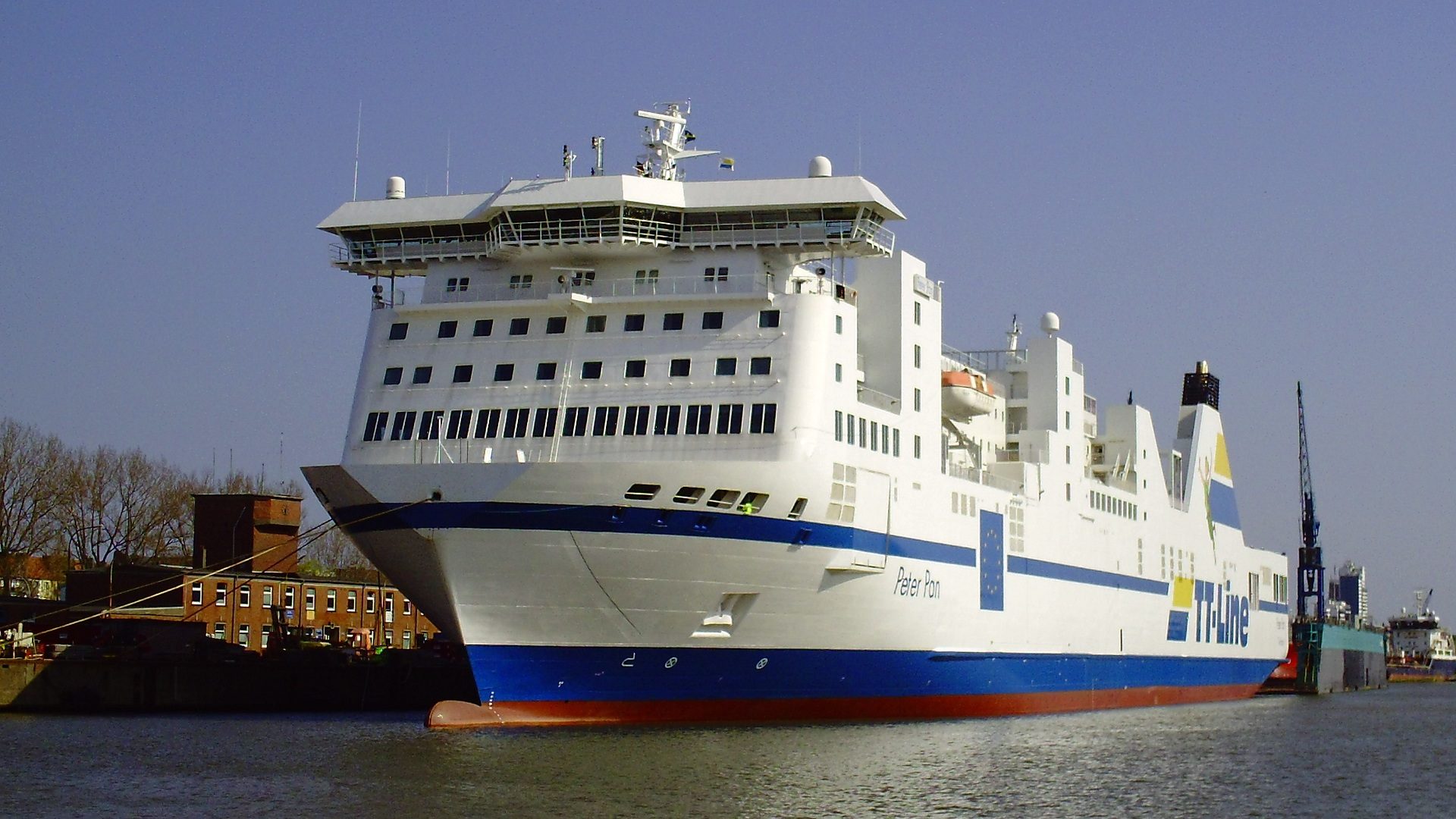
Peter Pan
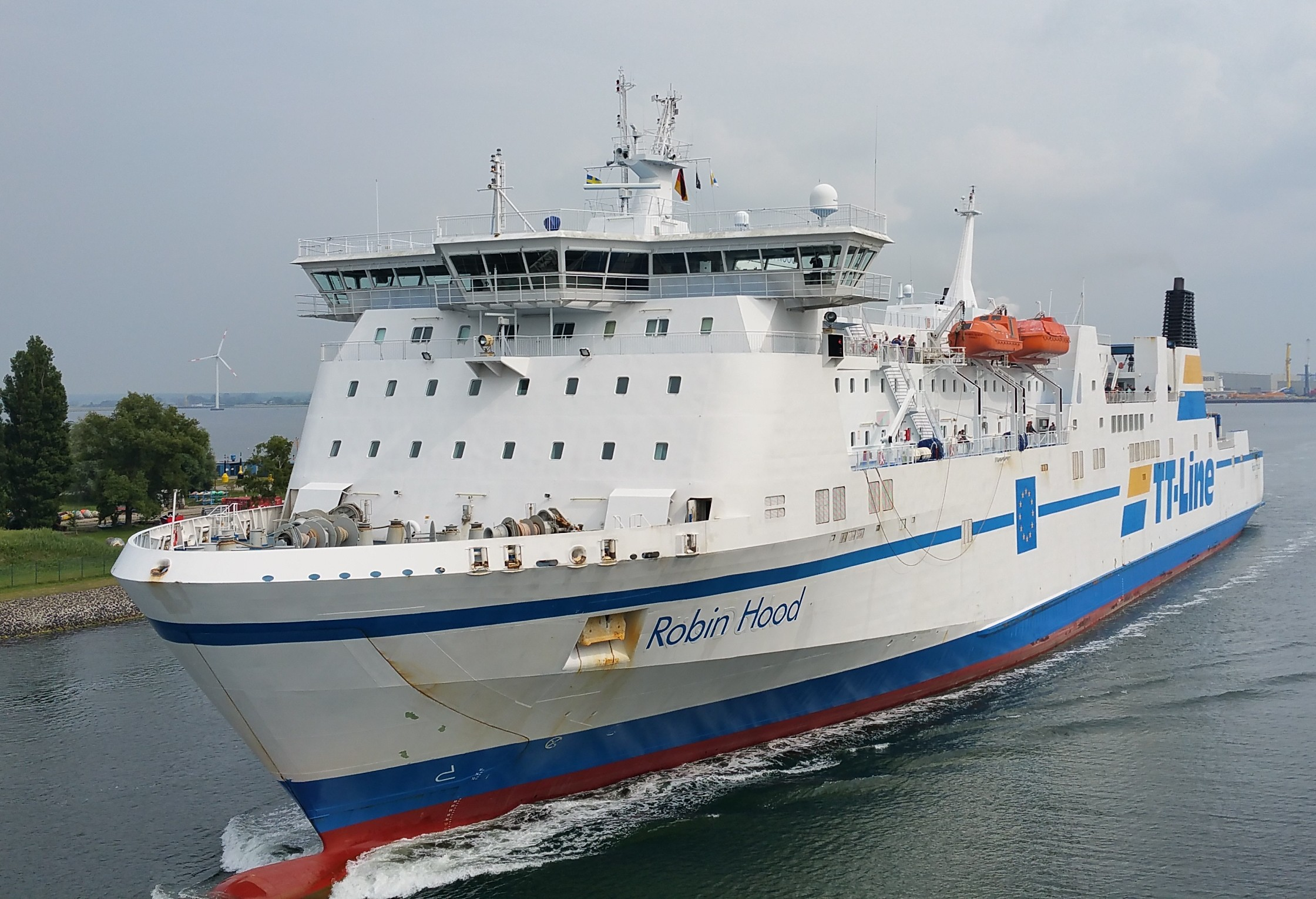
Robin Hood
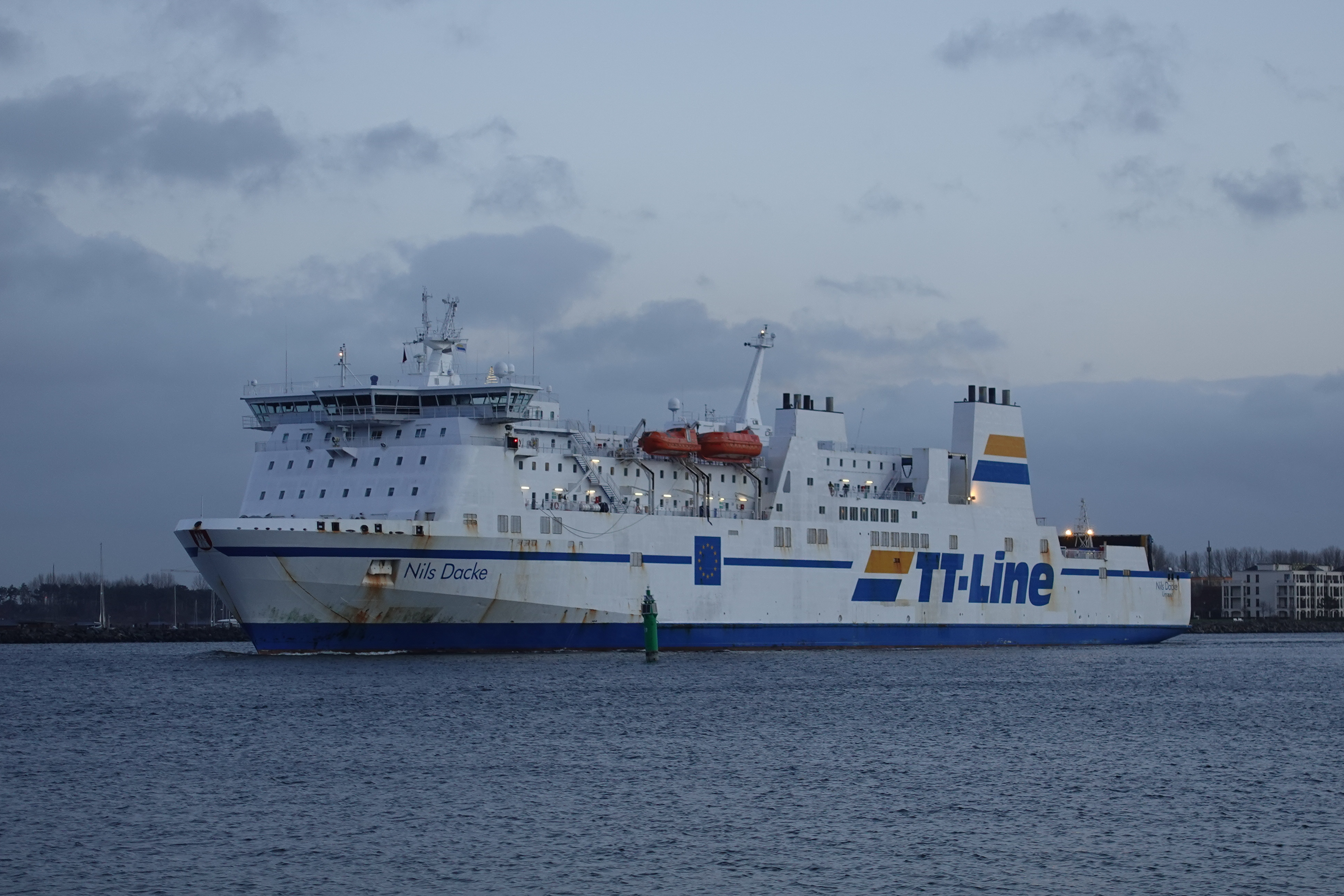
Nils Dacke

Seit Mitte 2014 wird der gesamte Eisenbahnfährverkehr zwischen Deutschland und Schweden von Stena Line über die Route Rostock–Trelleborg abgewickelt, da auf der Königslinie planmäßig keine Eisenbahnwagen mehr trajektiert werden.
Von April 2016 bis September 2018 kooperierten TT-Line und Stena Line auf dieser Strecke, so dass Tickets gegenseitig anerkannt wurden. Gemeinsam werden bis zu sechs Abfahrten täglich pro Richtung angeboten. Die Fahrzeit variiert zwischen 6 und 7,5 Stunden.
Ab dem 9. September 2018 war das Fährschiff Sassnitz neben seinem Dienst auf der Königslinie auch zwischen Rostock und Trelleborg für Stena Line im Einsatz. Im April 2020 schied es aus dem Dienst aus. 

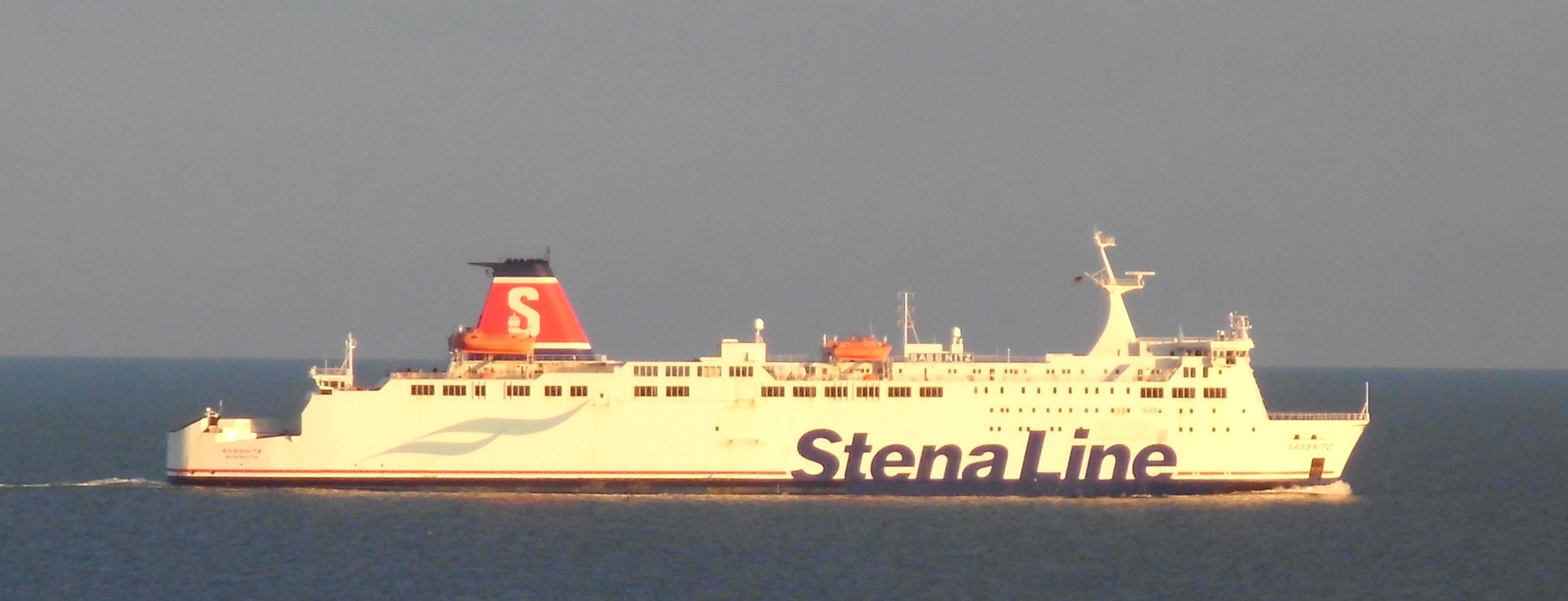
Sassnitz

TT-Line setzt heute nach Bedarf Schiffe ihrer gesamten Flotte auch auf dieser Route ein. Seit Juni 2020 kommt dazu auch das Fährschiff Marco Polo sowie seit 2022 die neue Nils Holgersson zum Einsatz.

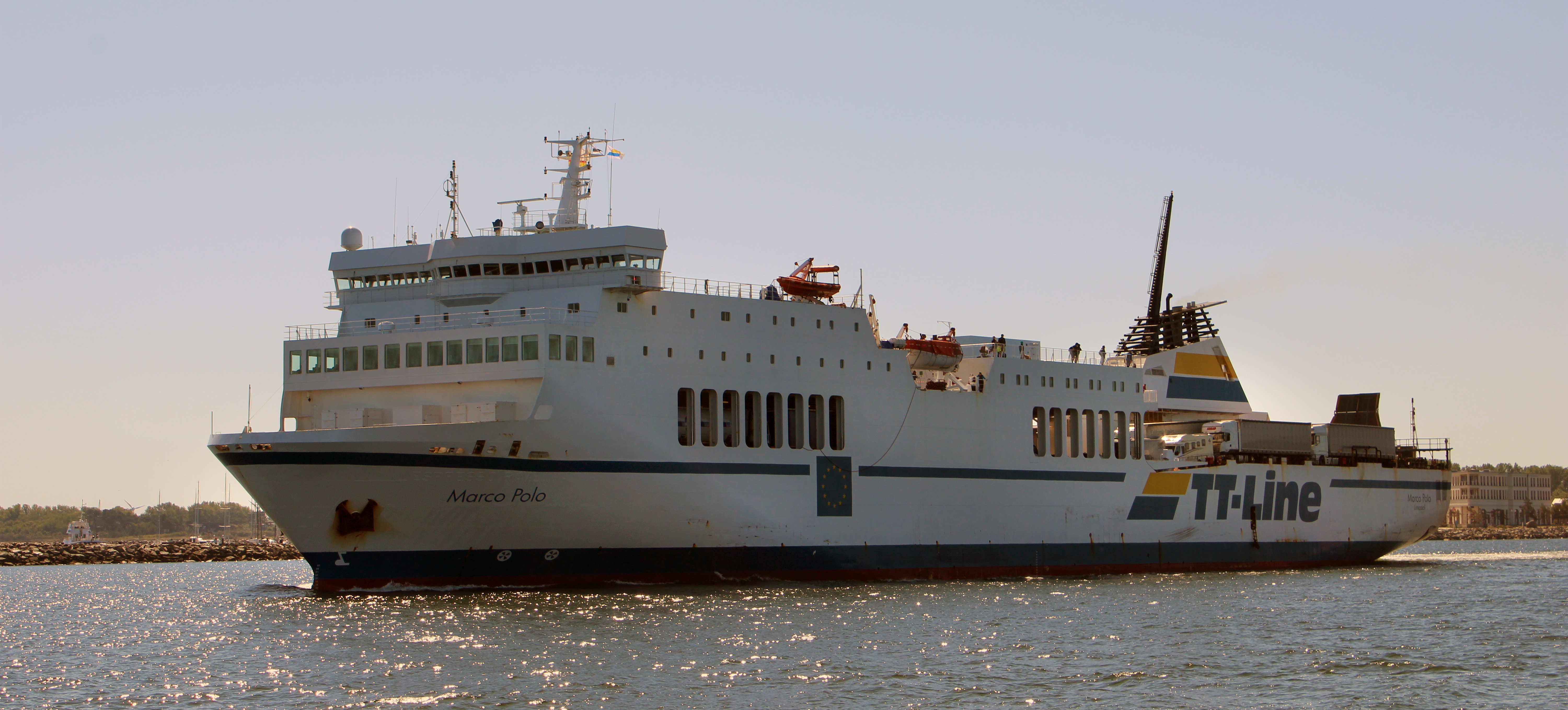
Marco Polo
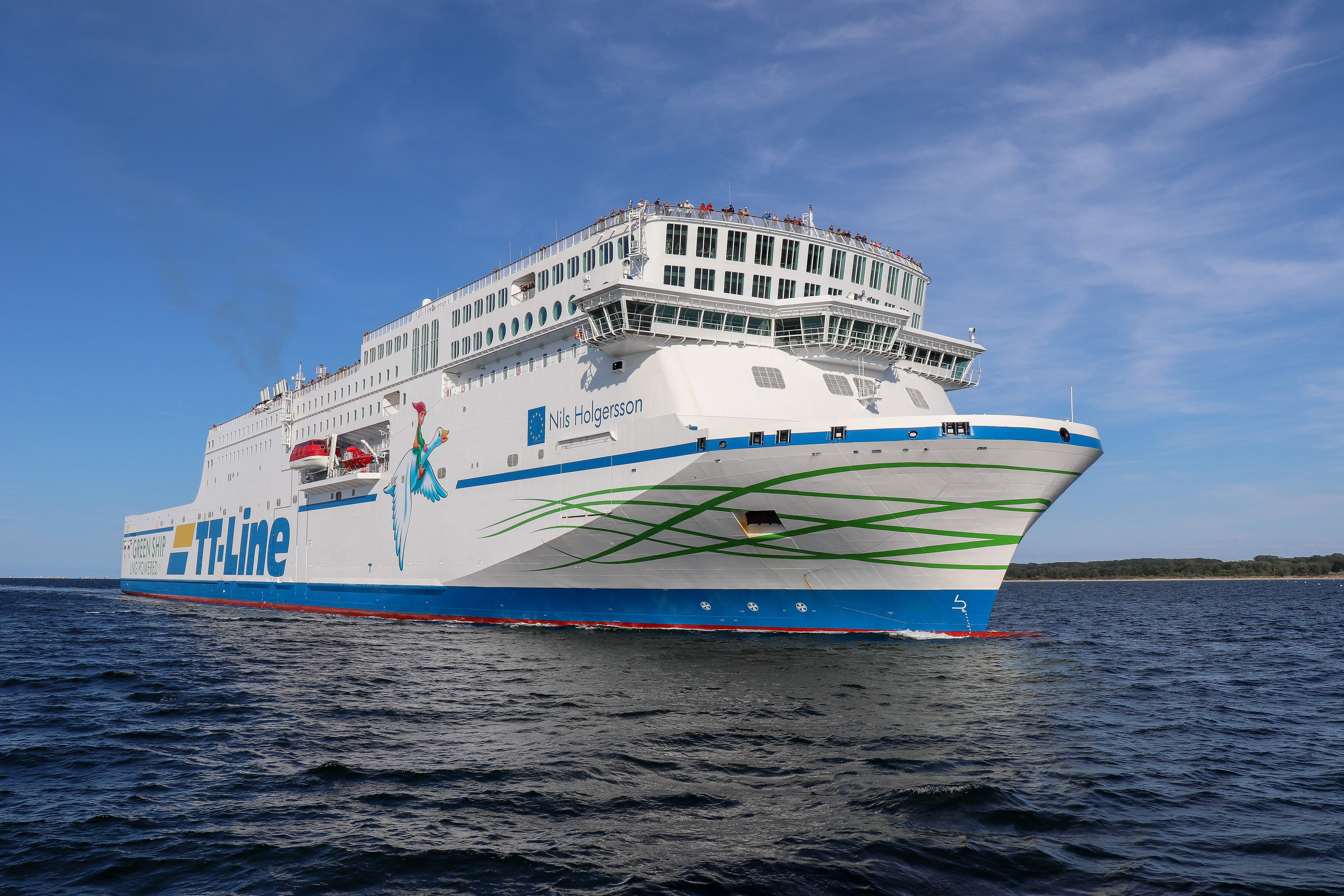
Nils Holgersson

## Fährschiffe
Die folgenden Schiffe wurden bzw. werden auf der Route Rostock–Trelleborg eingesetzt. Die Liste zeigt den Namen beim Einsatz auf dieser Route, den Betreiber, die IMO-Nummer und den Verbleib des Schiffs:
- Saga Skåne (SJ, 1990–1991, IMO-Nr. 7124269, 2009 abgewrackt)
- Winston Churchill (TR-Line, 1992, IMO-Nr. 6718233, 2004 abgewrackt)
- Marko Polo (TR-Line, 1992–1993, IMO-Nr. 7230599, 2022 für die Reederei Jadrolinija in der Adria)
- Diana II (TR-Line, 1992–1994, IMO-Nr. 7816874, 2021 abgewrackt)
- Kahleberg (TR-Line/TT-Line, 1992–1997, IMO-Nr. 8306577, 2013 abgewrackt)
- Nord Neptunus (TR-Line, 1994–1995, IMO-Nr. 7501297, 2007 abgewrackt)[6]
- Rostock (DFO, 1994–1998, IMO-Nr. 7527887, 2022 als Smyrna di Levante für die Reederei Levante Ferries auf der Route Thessaloniki–Izmir)
- Götaland (SweFerry, 1994–1998, IMO-Nr. 7229514, 2013 abgewrackt)
- Saga Star[7] (TR-Line/TT-Line, 1995–2001, IMO-Nr. 7931997, 2022 als Baltivia für die Reederei Polferries zwischen Polen und Schweden)
- Delphin / TT-Delphin[8][9] (TT-Line, 1996–2004, IMO-Nr. 9127576, 2022 als  Power Jet für die Reederei Seajets in der Ägäis)
- Mecklenburg-Vorpommern (DFO, Scandlines, Stena Line, seit 1996, IMO-Nr. 9131797)
- TT-Traveller (TT-Line, 1997–2001, IMO-Nr. 8917390, 2022 als Patria Seaways für die Reederei DFDS auf der Route Kapellskär–Paldiski)
- Skåne (SweFerry, Scandlines AB, Stena Line, seit 1998, IMO-Nr. 9133915)
- Tom Sawyer (TT-Line, seit 2001, IMO-Nr. 8703232)
- Huckleberry Finn (TT-Line, seit 2002, IMO-Nr. 8618358)
- Akka / Nils Holgersson (TT-Line, seit 2014, IMO-Nr. 9217230)
- Peter Pan (TT-Line, seit 2014, IMO-Nr. 9217242)
- Robin Hood (TT-Line, seit 2014, IMO-Nr. 9087477)
- Nils Dacke (TT-Line, seit 2014, IMO-Nr. 9087465)
- Sassnitz (Stena Line, 2018–2020, IMO-Nr. 8705383, 2020 in Uddevalla aufgelegt, 2021 verschrottet)
- Marco Polo (TT-Line, seit 2020, IMO-Nr. 9019080)
- Nils Holgersson (TT-Line, seit 2022, IMO-Nr. 9865685)
- Peter Pan (TT-Line, ab 2023, IMO-Nr. 9880946)